# Pikmin 3
Pikmin 3 es un videojuego de estrategia en tiempo real desarrollado por Nintendo en el que participa Shigeru Miyamoto (creador de la saga) como productor general y principal supervisor. Es la secuela directa de Pikmin 2 lanzado en 2004 para GameCube y el tercer juego de la serie Pikmin. Se mostró por primera vez en 2012 en el marco de la feria del Electronic Entertainment Expo a través de un demo y en la conferencia por Shigeru Miyamoto. Este juego había sido programado para ser lanzado en primavera de 2013, pero el 17 de abril de 2013, la fecha de lanzamiento oficial fue revelada por Nintendo, culminando el 4 de agosto de 2013 en Norteamérica y el 13 de julio en Japón. La noticia también se dio a conocer a través de se cuenta de Twitter mediante una imagen del juego donde se lee Nintendo Direct. Pikmin 3. Coming August 4., En 2023, se lanzaría una secuela para Nintendo Switch, Pikmin 4
En agosto de 2020, por medio de la cuenta de Twitter de Nintendo de América, se anunció el lanzamiento de la edición Deluxe para Nintendo Switch, específicamente el 30 de octubre de 2020. Se anunció que Pikmin 3 Deluxe incluiría todos los contenidos descargables que se habían lanzado para la Wii U y una historia adicional con los personajes de Olimar y Luis. También se mencionó que se añadiría la Piklopedia (la cual anteriormente sólo estuvo disponible en Pikmin 2). El mismo día del anuncio, se retiró de la tienda virtual Nintendo eShop de la Wii U el Pikmin 3 original después de 6 años de su lanzamiento, pero fue regresado debido a las quejas de los fans unos cuantos días después.

## Desarrollo
Shigeru Miyamoto anunció durante la mesa redonda del E3 2008 que se había comenzado a desarrollar un nuevo Pikmin debido al gran éxito obtenido. En el E3 2010, mencionó que el juego no se había mostrado aún porque no era el momento preciso, sin embargo marchaba muy bien y que sería lanzado en la consola Wii. En el E3 2011, se dio noticias de que el juego se trasladaría a la nueva consola Wii U, aprovechando los gráficos en HD, además de que el desarrollo ya iba ampliamente avanzado y que seguramente sería uno de los juegos que acompañarán el lanzamiento de la nueva consola, cosa que al final no sucedió.
Miyamoto declaró también en una entrevista con Polygon que se planea lanzar una serie de Cortos Animados para la consola 3DS antes del lanzamiento de Pikmin 3. Respecto a las novedades del juego en materia, se habló mucho del Pikmin Rosa Volador, que había aparecido en el tráiler Oficial de Pikmin 3 mostrado en el E3 2012 durante la conferencia de Nintendo, y que desde entonces había sido una incógnita. Se confirmó este nuevo Pikmin Rosa en el Nintendo Direct 4.17.2013, donde aparece en acción mostrando algunas de sus habilidades. Esto a raíz de que se le preguntó a Shigeru Miyamoto cuales eran los nuevos tipos de Pikmin, a lo que él había contestado: "They're in there somewhere, just hidden..." (Están en alguna parte, simplemente escondidos). El nuevo video difundido por Nintendo Direct confirmó los nuevos Pikmins y fueron un hecho en el juego final, así como los Pikmin Morado y Blanco que regresan en esta nueva entrega. También, en el Electronic Entertainment Expo 2012, fue posible jugar dos demos del modo Mission (Misiones), llamados Trial Course y Boss battle, que corresponden a los modos Collect Treasure! (¡Recógelo todo!) y Defeat Bosses! (¡Vence al ser colosal!) en el juego final. Así mismo, se confirmaron en el Nintendo Direct Japan del 26/06/2013 los 3 modos de juegos: 9 minutos aprox. del  modo Historia, y 6 minutos aprox del modo Batalla de Bingo y Misiones.

## Jugabilidad (Gameplay)
Pikmin 3 expande en todos los aspectos la jugabilidad de los títulos anteriores, aunque es mucho más parecida a la primera y se ha eliminado el concepto de Pikmin 2, de entrar a cuevas y sub-niveles. Ahora la exploración es la parte primordial para poder seguir avanzando en la historia, sin embargo la complejidad se ha aumentado bastante y el explorar y conseguir las frutas, requiere estrategias más elaboradas. En esta ocasión y a diferencia de Pikmin 2, se puede jugar hasta con 3 personajes al mismo tiempo y alternándolos para que cada uno realice una tarea en forma paralela a los otros. También se cuenta con la posibilidad de hacer que uno de los personajes siga una ruta aun cuando no es controlado. En esta entrega es posible volver comenzar de nuevo el mismo día e incluso regresar a días anteriores. A diferencia de Pikmin, donde se limitaba hasta 30 días del juego para poder completar el juego en su totalidad, en Pikmin 3 el límite de tiempo depende de la cantidad de fruta que se recolecte para la supervivencia de la tripulación.
Al igual que en las entregas previas, el límite de Pikmin en la superficie es de 100. Los Pikmin pueden realizar diversas tareas ya conocidas como destruir puertas, atacar enemigos, recolectar frutas y montar puentes, pero también se añadieron las habilidades de recolectar oro (en el modo Misión) o piezas para construir los puentes, además de tener diferentes habilidades cada uno dependiendo de su color. Al igual que en la entrega original, los Pikmin Rojos son resistentes al fuego y más eficientes para atacar. Los Pikmin Amarillos son resistentes a la electricidad, pueden alcanzar sitios más altos que los demás y cavan muy bien. Los Pikmin Azules pueden andar bajo el agua gracias a sus branquias, lo cual por ende les permite pelear en aguas profundas. Los nuevos tipos de Pikmin que aparecen aquí son el Pikmin de Roca (Latinoamérica) o Pikmin Pétreo (España), cuya habilidad consiste en romper cristales o barreras muy duras, además de hacer más daño a los enemigos por impacto al ser lanzados por el jugador y que son imposibles de aplastar y comer para algunos enemigos. El segundo tipo introducido es el Pikmin Alado que es de color rosa y tiene la cualidad de volar y ser muy eficaces en ataques aéreos, pero con enemigos terrestres son débiles. Pueden levantar objetos en el aire como puertas de bambú. Dado que son capaces de volar, no sufren daño al ser llevados a zonas con agua ya que se mantienen en todo momento por encima de esta, sin embargo no son capaces de sumergirse sin morir.
Se añadieron movimientos como el de esquivar al enemigo dando una orden con la cruz direccional, o el de dirigir de manera inmediata a todo el grupo de Pikmin que se lleve en ese momento, para realizar una tarea específica como derribar una puerta, construir un puente, atacar un enemigo o romper un cuarzo de cristal.

### Controles
En su edición original, se puede jugar utilizando diferentes controles, ya sea con el Wii U GamePad, Wii U Pro Controller o Wii Remote junto con el Nunchuk. En cualquier caso, el Wii U GamePad muestra un mapa aéreo del entorno general del juego y puede manipularse con la pantalla táctil. Cabe destacar que el Wii U GamePad es llamado Kopad en el juego. En el modo de pantalla táctil puede jugarse de dos formas, de manera clásica o en modo lápiz, donde en esta última la interfaz cambia totalmente al depender exclusivamente de la pantalla táctil, resultando de una manera más dinámica la experiencia al jugar.
La edición Deluxe será compatible con los Joy-Con y el Nintendo Switch Pro Controller, por lo que el mapa aéreo no estará disponible desde la pantalla del mando como sí estuvo en Wii U.

### Concepto
Existe una nueva variedad de ecosistemas y nuevos enemigos, aunque varios de los que aparecen a lo largo del juego se han visto en las entregas anteriores, pero ahora de una forma más "evolucionada". También aparecen géiseres en zonas clave donde al subir a ellos se es lanzado junto con los Pikmin a otro extremo del que normalmente sería difícil o imposible llegar. Sirven también como atajos. Además de ellos también hay algunos elementos destacables como unos toboganes formados por hielo, donde es posible deslizarse para atajar el camino. De igual forma se encuentran unos hongos donde si se brinca a ellos se saldrá disparado como si de trampolines se tratara. En más de una ocasión estos hongos sirven para llegar a áreas específicas.

#### Ecosistemas, Fauna y Flora
Los ecosistemas vistos en el juego son muy variados en clima, color, paisaje y especies. Destaca la característica de que el clima puede cambiar y tornarse lluvioso, por lo que unas veces lloverá sin previo aviso. La música se ve afectada cuando esto sucede. En total son 5 zonas a explorar:
- Páramo Blanco

Es un lugar tapizado de nieve y con muy poca flora. Tiene pequeños lagos y amplias cuevas. Aquí es donde el Capitán Charlie cae al principio del juego y descubre a los pikmins amarillos. Más tarde es tragado en una cueva por un enemigo volador llamado "Espectropolilla espejo".
- Vergel de la Esperanza

Zona muy frondosa donde se encuentran a los Pikmin  azules y pétreos (de roca). Alph  aquí  encuentra a Britanny. Un enemigo grande posee en su interior un teléfono inalámbrico y al derrotarlo, Alph utiliza las diferentes partes del dispositivo para armar una antena y así poder localizar la Llave turbolumínica y al Capitán Olimar. Más tarde encuentra otro dispositivo para aumentar la señal.
- Bosque de la Vida

Aquí cae Alph en un charco de agua y logra contactar con Brittany. Es un lugar de clima tropical, fresco y húmedo con varias zonas con agua. Aquí encuentras a los pikmin rojos. Tiene pequeñas cuevas y aquí al derrotar a un gran enemigo subterráneo se obtiene un teléfono celular, que Alph utiliza para incrementar la señal de la Drake y buscar nuevas frecuencias. Así descubre nuevas áreas.
- Río Azaroso

Aquí se hallan a los pikmin rosas que son alados. El lugar se destaca principalmente porque se puede subir a los nenúfares que flotan sobre pequeños sus riachuelos para dejarse llevar por la corriente. Esto cumple la función de desplazarse a otro lugar que normalmente sería inaccesible sobre todo llevando pikmins que no sean alados o azules. El clima es templado y seco con un gran tronco en el centro (donde se encuentra a Luis por vez primera). El Esta zona remite al otoño por su flora, el color rojizo y anaranjado de las plantas y suelo.
- Torre de la Soledad

Es la última zona a la que la tripulación  le es posible llegar. Es desértica, con la superficie rodeada por múltiples variedades de cactus, cactáceas y plantas propias del ecosistema. No hay ningún enemigo real ni frutas , salvo el "Plasmaespectro" que es el ser colosal dorado que hay que vencer para salvar a Olimar y terminar el juego.

## Modos de Juego

### Historia

#### Argumento
Es el año 20XX en el calendario Astrometric, y Alph, Britanny y Charlie, viajan al espacio en busca de alimentos, ya que el planeta Koppai, de donde provienen, está en crisis causada por el aumento descontrolado de la población. Así al conseguir comida podrán evitar que Koppai perezca por el hambre. Viajando, envían una sonda espacial al espacio y esta descubre un planeta prometedor (llamado PNF-404) con abundantes rastros de comida. Mientras se dirigen hacia dicho planeta ocurre un accidente y la nave donde viajan colisiona sobre la atmósfera del PNF-404, haciendo que Charlie, Britanny y Alph, salgan expulsados de la nave y caigan en diferentes zonas del planeta alejados unos de otros, mientras que la nave hace un aterrizaje de emergencia. Charlie despierta sobre un paisaje lleno de blanca nieve, un "mundo de plata". Mientras trata de buscar a Britanny y a Alph, encuentra algo más que no esperaba. Mientras tanto, Alph aterriza sobre agua. Después de encontrarse con una misteriosa criatura, encuentra su terminal de comunicación (GPAD) y sigue explorando el planeta, pero ¿dónde está Britanny? Britanny pide ayuda a Alph a través de su terminal de comunicación y parece estar en un lugar cercano. Por fin los tres se reúnen y se preguntan ¿que será del planeta Koppai?.

#### Desarrollo
Como se ha mencionado, la historia de Pikmin 3 cuenta el viaje que hacen los tres Koopianos, al planeta de los Pikmin en busca de víveres, puesto que Koopai sufre de una crisis alimentaria. Por si fuese poco, al entrar a la atmósfera del planeta, la nave (llamada Drake) sufre un accidente y se ve obligada a realizar un aterrizaje forzoso, provocando que la "Llave turbolumínica", una herramienta indispensable para la nave, salga volando y se pierda en el planeta, por lo que tendrán que buscarla a toda costa, además de recolectar la fruta. También se relata en segundo plano y de forma paralela, un viaje donde Olimar y Luis (Louie) regresan a este planeta en busca de más tesoros, como fuera en Pikmin 2. Esto es evidente cuando a lo largo del juego, Alph, Charlie y Britanny encuentran notas firmadas por el Capitán Olimar donde relata sus inquietudes y lo que acontece durante su estancia en el planeta. Conforme siguen explorando, encuentran a Luis inconsciente, pero un gran enemigo volador se los arrebata. Al vencerlo, logran rescatarlo pero lo confunden con Olimar. Al no poder despertarlo lo llevan a la Drake para que pueda recuperarse. A la mañana siguiente, Luis huye de la nave aterrizando por su cuenta mientras el equipo aún duerme, pero lo más grave es que se roba todas las reservas de fruta que el equipo había recolectado, dejándolos de nuevo sin nada. Al enterarse, Brittany se enfada muchísimo y jura encontrar a Luis cueste lo que cueste (aunque siguen creyendo que es Olimar). Este comportamiento de Luis recuerda a los ya vistos en Pikmin 2, donde se sabe que él fue la causa de que la compañía para la cual trabaja junto con Olimar, se fuera a bancarrota. Además, en algunos apuntes encontrados en el planeta, Olimar menciona más comportamientos extraños de Luis, donde se porta indiferente y no quiere hablarle.
En su búsqueda, los tres viajeros logran hallar de nueva cuenta a Luis, al derrotar a un inmenso enemigo que se lo había tragado junto con un melón y aunque de nuevo está inconsciente, esta vez logran que confiese toda la verdad, además de recuperar todos los víveres que se había robado. Así se enteran de su verdadera identidad, además de que Olimar sigue perdido y posiblemente sea él quien tenga la Llave Turbolumínica. Siguiendo con sus últimas exploraciones y al haber reunido la mayor cantidad de frutas, descubren la última zona a la que pueden llegar y donde al fin encuentran al Capitán Olimar en lo alto de un montículo. Pero quedan estupefactos al ver como un ser dorado, totalmente desconocido y de apariencia muy rara, se traga al Capitán Olimar. De inmediato recurren a su ayuda para liberarlo y lo consiguen, (aunque no por mucho tiempo) sin embargo está inconsciente y su traje se ha activado en modo de hibernación. Tratan de llevarlo hasta la Drake, pero el comportamiento de los pikmins resulta diferente y no saben hacia donde ir, por lo que Britanny decide guiar al grupo de vuelta a la nave. El problema es que el monstruo reaparece y los persigue por toda la zona. Tendrán que enfrentarse a los enemigos de allí, al mismo tiempo que construyen puentes, derriban paredes y evitando en todo momento que el monstruoso ser los alcance. De esta manera se desarrolla una estrategia compleja donde los segundos son muy valiosos.
Aquí cabe mencionar un aspecto extraño, y es que los demás enemigos que aparecen en esta zona, al derrotarlos, se desintegran, resultando ser de la misma materia de la que está compuesta el gran enemigo dorado. Por lo que se puede entender que dichos enemigos los creó ese mismo ser. Dicha materia, luce tal cual el Oro, pero de consistencia inestable, parecida a un líquido y a la vez en estado sólido. Esto nunca se había visto antes en un juego de pikmin y deja entre ver la posibilidad de que no todo lo que sucede y pueda suceder en el planeta de los pikmin, así como formas de vida, sea de origen natural y orgánico, sino también sobrenatural y extraterrestre. Otro dato extraño es que en esta zona, el equipo encuentra más notas de Olimar donde menciona al monstruoso ser, diciendo que lo persigue obsesivamente y desconoce la razón de ello. Incluso se ha hartado y solo espera poder encontrar la forma de quitárselo de encima. No se sabe aún si este comportamiento del monstruo se debe a que Olimar trae consigo la Llave Turbolumínica y es lo que atrae al ser, o es el mismo Capitán Olimar por otra razón que se desconoce.
La historia concluye con la tripulación que logra salir de las cuevas de la zona y consigue derrotar al ser colosal, que cabe destacar que aumenta su tamaño, puede volar, y generar varios tipos de materia a la vez como fuego, agua, electricidad y cuarzo de cristal mediante unos pequeños cubos dorados que emergen del mismo monstruo. De esta manera el ser dorado escupe al Capitán Olimar y por fin lo salvan. Olimar les cuenta después lo que ha acontecido y les entrega la Llave Turbolumínica además de que la tripulación se ofrece, lógicamente a llevarlo de vuelta a casa. Cabe mencionar que por accidente la tripulación llegó justo a tiempo al rescate de Olimar y Luis, ya que su nave (la misma de Pikmin 2) se estrella quedando inservible. Esto se comprueba en un área del juego, donde al fondo de un escenario, (donde el equipo encuentra a Luis por segunda vez) se puede ver la nave estropeada.
De esta forma concluye la historia. Sorpresivamente se ve que el ser colosal dorado revive y se nota furioso mientras la nave despega y se aleja del planeta. En los créditos se muestran múltiples escenas con los pikmin en varios escenarios donde cantan una canción. Por último se ve una escena final donde lo que parece ser una nave, aterriza en el planeta y los pikmin van a su encuentro.

### Batalla de Bingo
Este es el modo multijugador y está disponible para dos jugadores. Consiste en conseguir frutas y derrotar enemigos específicos que aparecen en un tablero de Bingo. Cada jugador tiene su propio tablero y su equipo que será rojo o azul. El equipo que logre reunir todos los objetos en una línea de su tablero (no importa la dirección, siempre y cuando sea recta, gana la partida. Respecto a Pikmin 2, este modo es similar, pero presenta mucha más variedad y dificultad en los escenarios, así como una nueva ruleta con trampas y bonus para atacar al enemigo y mejorar el equipo. Al igual que en el modo Misiones, están disponibles escenarios extra mediante descarga por Nintendo eShop (Dichos escenarios ya vienen incluidos en la edición Deluxe).
Este modo y el modo de misiones son los únicos en contar con los Pikmin Morados y Blancos introducidos en Pikmin 2, sin embargo sus habilidades se vieron reducidas durante el desarrollo de la tercera entrega.

### Misiones
Forman parte 3 modos de juego que consisten en completar diferentes objetivos, como reunir frutas, derrotar enemigos y vencer jefes del juego en diferentes escenarios con un límite de tiempo cada uno. Este modo se desbloquea cuando se completa el Día 2 del modo Historia. En estos modos, no es posible elegir los colores y cantidad de pikmins, sino que ya vienen determinados dependiendo el escenario que se escoja. En los modos "¡Recógleo todo!" y "¡Derrota a los enemigos!", se pueden jugar en total 15 escenarios. Sin embargo, en ambos, 5 de ellos son predeterminados y el resto solo están disponibles mediante su descarga por Nintendo eShop. Para conseguirlos es necesario comprar una tarjeta de prepago de Nintendo eShop que proporcione un código para poder descargar el contenido extra. Aunque cabe destacar que el juego te regala 2 escenarios en cada uno de estos submodos.
- ¡Recógelo todo!: El objetivo es juntar todas o la mayor cantidad de frutas posibles antes de que se termine el tiempo.
- ¡Derrota a los enemigos!: Parecido al modo anterior, aquí se trata de derrotar a todos los enemigos o su mayoría dentro del tiempo límite. Pese a que los escenarios con respecto a "¡Recógelo todo!", en esencia son iguales, cambian drásticamente al ubicar en otros sitios a los jugadores, y reducir, aumentar o cambiar a los pikmins y los elementos como las trampas, muros, o puentes.
- ¡Vence al ser colosal!: Este tercer submodo está disponible solo cuando se derrota al primer jefe del juego. Consiste en derrotar a un jefe a la vez dentro de un límite de tiempo.